# Скепта
Джоузеф Джуниър Аденуга (на английски: Joseph Junior Adenuga), по-известен със сценичния си псевдоним Скепта, е британски рапър и музикален продуцент от Тотнъм, Лондон.
Заедно с по-малкия си брат Джейми Аденуга – Jme участват в рап групата Roll Deep за кратко, преди да станат основатели на Boy Better Know. През 2016 година изгрява на световната сцена с албумът си Konnichiwa, който придобива златен статут във Великобритания и му печели Mercury Prize. През 2019 година издава и Ignorance Is Bliss, който влиза в класациите на 15 държави, но все пак остава зад успеха на предишния му албум.
Скепта е една от основните фигури в британската грайм сцена и е определян за една от най-влиятелните личности в страната.
Роден е в нигерийско семейство с четири деца, сред които са по-малкия му брат Jme (също рапър) и радио водещата Джули Аденуга. През 2018 година получава титлата вожд в родния си град в щата Огун в Нигерия.

## Дискография
Студийни албуми
- Greatest Hits (2007)
- Microphone Champion (2009)
- Doin' It Again (2011)
- Konnichiwa (2016)
- Ignorance Is Bliss (2019)

Колаборации
- Insomnia (с Chip и Young Adz) (2020)

Микстейпове
- Joseph Junior Adenuga (2006)
- Been There Done That (2010)
- Community Payback (2011)
- Blacklisted (2012)
- The Tim Westwood Mix (2015)